# آندری رادو
آندری رادو (انگلیسی: Andrei Radu؛ زادهٔ ۲۸ مهٔ ۱۹۹۷) بازیکن فوتبال اهل رومانی است که در پست دروازه‌بان برای باشگاه فوتبال ونتزیا بازی می‌کند.
از باشگاه‌هایی که در آن بازی کرده‌است می‌توان به باشگاه اینتر، آولینو، جنوا، پارما و کرمونزه اشاره کرد.
وی همچنین در تیم ملی فوتبال زیر ۲۱ سال رومانی بازی کرده‌است.

## افتخارات

### باشگاهی
اینتر میلان
- سری آ(۱): ۲۱–۲۰۲۰
- جام حذفی فوتبال ایتالیا(۱): ۲۲–۲۰۲۱
- سوپر جام فوتبال ایتالیا(۱): ۲۰۲۱